# HaDugmaniot (mùa 3)
HaDugmaniot, Mùa 3 là mùa thứ ba của HaDugmaniot, được phát sóng từ ngày 8 tháng 2 đến ngày 22 tháng 4 năm 2008 trên Channel 10 và chứng kiến 12 cô gái sống trong ngôi nhà chung ở Tel Aviv cạnh tranh cho danh hiệu Israeli Top Model. Galit Gutman, Elimor Zilberman, Miki Buganim & Sefi Shaked quay lại cho mùa này cùng với giám khảo mới, Stella Amar. Trong mùa này bao gồm 13 tập.
Điểm đến quốc tế của mùa giải này là Paris dành cho top 6 và Antalya dành cho top 3.
Người chiến thắng của mùa này là Ella Mashkautzen, 21 tuổi từ Bat Yam. Cô giành được 1 hợp đồng người mẫu với Yuli Models trong 3 năm.

## Các thí sinh
(Tính tuổi lúc tham gia ghi hình)
| Thí sinh         | Thí sinh           | Tuổi | Chiều cao               | Quê quán      | Bị loại ở | Hạng |
| ---------------- | ------------------ | ---- | ----------------------- | ------------- | --------- | ---- |
| שיר עזרן         | Shir Azran         | 17   | 1,73 m (5 ft 8 in)      | Eilat         | Tập 2     | 12   |
| אלינה רייפה      | Ellina Raifa       | 19   | 1,72 m (5 ft 7+1⁄2 in)  | Tel Aviv      | Tập 3     | 11   |
| אנסטסיה בוקנובה  | Anastasia Bokanova | 24   | 1,74 m (5 ft 8+1⁄2 in)  | Tel Aviv      | Tập 4     | 10   |
| לימור אליהו      | Limor Eliyahu      | 22   | 1,76 m (5 ft 9+1⁄2 in)  | Tiberias      | Tập 5     | 9    |
| ליליאנה סוטניקוב | Liliana Sotnikov   | 23   | 1,70 m (5 ft 7 in)      | Tel Aviv      | Tập 6     | 8    |
| קארין כהן        | Karin Cohen        | 20   | 1,68 m (5 ft 6 in)      | Afula         | Tập 7     | 7    |
| קטיה גור         | Katya Gur          | 18   | 1,72 m (5 ft 7+1⁄2 in)  | Ashdod        | Tập 11    | 6    |
| צליל סלע         | Tslil Sela         | 19   | 1,70 m (5 ft 7 in)      | Herzliya      | Tập 13    | 5-4  |
| נטלי דדון        | Nataly Dadon       | 24   | 1,79 m (5 ft 10+1⁄2 in) | Kiryat Bialik | Tập 13    | 5-4  |
| ריטה אוס         | Rita Os            | 18   | 1,75 m (5 ft 9 in)      | Afula         | Tập 13    | 3    |
| סשה טפטיקוב      | Sasha Taptykov     | 19   | 1,67 m (5 ft 5+1⁄2 in)  | Bat Yam       | Tập 13    | 2    |
| אלה מושקאוצן     | Ella Mashkautzen   | 21   | 1,73 m (5 ft 8 in)      | Bat Yam       | Tập 13    | 1    |

## Các tập

### Tập 1
Khởi chiếu: 8 tháng 2 năm 2008
18 thí sinh bán kết từ khắp cả nước đã đến Tel Aviv và họ được đưa tới ngôi nhà chung của mình. Ngay khi các cô gái ra khỏi xe, họ đã được các tay săn ảnh chụp hình và phỏng vấn họ. Sau đó, họ đã có buổi chụp hình ảnh thẻ trong áo trắng quần jean và để mặt mộc tự nhiên. Các cô gái sau đó đã có một bữa tiệc bên hồ bơi thì cố vấn của họ, Nimrod Peled, đến gặp các cô gái và anh đã kiểm tra catwalk của họ.
Ngày hôm sau, họ đã có buổi chụp hình tiếp theo trong áo tắm kim loại theo nhóm. Vào buổi đánh giá đầu tiên, Galit nói với họ là có 18 cái hộp dành cho họ, nhưng chỉ có 12 cái hộp là chứa sợi dây chuyền nên ai không có sợi dây chuyền thì nghĩa là họ đã bị loại. Kết quả là 6 cô gái đã phải ra về và 12 cô gái còn lại đã được chọn và sẽ bước vào cuộc thi.
- Nhiếp ảnh gia: Guli Cohen, Yariv Payne, Guy Kushi

### Tập 2
Khởi chiếu: 15 tháng 2 năm 2008
12 cô gái đã được kiểm tra số đo 3 vòng để nhận lời khuyên về định hình cơ thể và cải thiện tổng thể, trước khi họ được đưa tới tiệm salon của Avi Fadida để nhận diện mạo mới của mình. Một vài cô gái đã khó để chấp nhận sự thay đổi, nhưng cuối cùng thì hầu hết ai cũng đều hài lòng với diện mạo mới của mình ngoại trừ Karin và Limor, khi Karin đã từ chối nhận diện mạo mới và Limor sau đó đã yêu cầu Avi loại bỏ màu nhuộm trên tóc mình.
Ngày hôm sau, họ đã phải mặc những chiếc váy làm bằng túi rác đen và họ đã được kiểm tra số đo 3 vòng, chiều cao và cân nặng của họ để cho họ những lời khuyên về chế độ ăn uống thích hợp cho họ. Sau đó, họ đã được đưa tới một hộp đêm cho buổi chụp hình tiếp theo, khi họ phải vừa tạo dáng và vừa phải tỏ ra họ đang thưởng thức bữa tiệc. Vào buổi đánh giá ngày tiếp theo, Shir là người bị các cô gái khác bình chọn để gặp với ban giám khảo. Kết quả là Limor được gọi tên đầu tiên còn Karin & Shir rơi vào cuối bảng. Kể từ khi Karin đã từ chối diện mạo mới của cô trong tuần đó, cô đã được đưa ra hai lựa chọn là cô có thể ở lại và phải nhận phần diện mạo mới của cô ấy, hoặc cô ấy dừng cuộc thi và cô chọn phương án thứ nhất. Thế là Karin được ở lại và Shir là thí sinh đầu tiên bị loại.
- Nhiếp ảnh gia: Yariv Payne, Guy Kushi
- Khách mời đặc biệt: Avi Fadida, Galit Wertheim

### Tập 3
Khởi chiếu: 22 tháng 2 năm 2008
11 cô gái còn lại đã có thử thách tiếp theo qua trò chơi "một hai ba", Nataly chiến thắng thử thách và cô chọn Karin & Limor để nhận thưởng là một buổi học trang điểm.
Ngày hôm sau, họ đã có một buổi chụp chân dung với những chiếc mũ thời trang cùng với trang sức Magnolia, trong khi họ sẽ phải tạo dáng trên bề mặt trong hồ bơi. Quay về ngôi nhà chung, Galit thông báo với tất cả là Ella đã chiến thắng thử thách này nên sẽ được miễn loại vào buổi loại trừ tuần này. Vào buổi đánh giá ngày tiếp theo, Limor là người bị các cô gái khác bình chọn để gặp với ban giám khảo, Ella được gọi tên đầu tiên còn Ellina là thí sinh tiếp theo bị loại.
- Nhiếp ảnh gia: Adi Orni

### Tập 4
Khởi chiếu: 29 tháng 2 năm 2008
10 cô gái còn lại đã có một buổi học về cách tạo dáng của một người mẫu quảng cáo từ người mẫu Anat Biran Frost, trước khi các cô gái được thực hành bằng cách làm người dẫn chương trình ẩm thực với những món ăn mà họ ghét nhất. Sau đó, họ đã bắt cặp với nhau cho thử thách quay video quảng cáo dụng cụ làm vườn trong nhà, Katya và Rita chiến thắng thử thách nên họ sẽ được thư giãn trong hồ bơi, trong khi những cô gái còn lại sẽ phải dọn dẹp toàn bộ ngôi nhà chung.
Ngày hôm sau, họ đã có một buổi tập thể dục với huấn luyện viên Tal Shaham. Sau đó, trên đường đi tới buổi chụp hình thì họ đã ngạc nhiên khi nhìn thấy một vụ tai nạn xe hơi và đó chính là buổi chụp hình tiếp theo của họ, hóa thân thành những nạn nhân của tai nạn xe hơi. Vào buổi đánh giá ngày tiếp theo, Nataly là người chiến thắng của thử thách nên sẽ được miễn loại vào buổi loại trừ tuần này, trong khi Tslil là người bị các cô gái khác bình chọn để gặp với ban giám khảo, Nataly được gọi tên đầu tiên còn Anastasia là thí sinh thứ 7 được gọi, nhưng Galit sau đó thông báo rằng là cô chính là thí sinh tiếp theo bị loại. Ella, Limor và Tslil rơi vào cuối bảng nhưng Galit thông báo rằng là cả ba đều được an toàn.
- Nhiếp ảnh gia: Ido Izsak
- Khách mời đặc biệt: Anat Biran Frost, Tal Shaham

### Tập 5
Khởi chiếu: 7 tháng 3 năm 2008
9 cô gái còn lại đã được đánh thức dậy bất ngờ khi một chiếc xe cứu hỏa đã đi tới ngôi nhà chung của họ. Sau đó, họ đã có thử thách chụp hình trong bộ áo liền quần, trong khi ngôi nhà chung được dàn dựng một đám cháy để chụp ảnh họ đang hạ xuống bằng thang. Kết quả là Liliana là người làm tốt nhất trong thử thách này. Các cô gái sau đó được đưa tới một trạm cứu hỏa cho một buổi huấn luyện catwalk với Nimrod và Galit, trước khi có thử thách catwalk trước nhà thiết kế Lilac Crystal. Kết quả là Ella & Nataly là 2 người làm tốt nhất nên Ella là người sẽ được mở đầu và Nataly là người sẽ được kết thúc cho thử thách tiếp theo là buổi trình diễn thời trang cho bộ sưu tập Đông 2008 của Lilac Crystal.
Các cô gái sau đó đã có buổi trình diễn thời trang cho nhà thiết kế Lilac Crystal. Vào buổi đánh giá ngày hôm sau, Nataly là người chiến thắng của thử thách nên sẽ được miễn loại vào buổi loại trừ tuần này, trong khi Tslil là người bị các cô gái khác bình chọn để gặp với ban giám khảo, Nataly được gọi tên đầu tiên còn Limor là thí sinh tiếp theo bị loại.
- Khách mời đặc biệt: Lilac Crystal

### Tập 6
Khởi chiếu: 14 tháng 3 năm 2008
8 cô gái còn lại đã có một buổi dạo phố thì sau đó, họ được gặp Galit tại đài truyền hình của kênh Channel 10 và đã phải bắt cặp với nhau cho một buổi phỏng vấn trực tiếp cho chương trình Tonight with Lior Schleien. Kết quả là Karin là người làm tốt nhất trong buổi phỏng vấn và cô chọn Nataly để nhận thưởng là một cuộc gọi điện thoại với người thân trong 20 phút, trong khi những cô gái còn lại sẽ phải dùng chung 20 phút để gọi điện thoại cho người thân.
Ngày hôm sau, họ đã có thử thách loại trừ tiếp theo là một buổi quay quảng cáo phòng chống bệnh chán ăn tâm thần, khi các cô gái sẽ vào vai một cô gái bị biếng ăn luôn từ chối và nói rằng cô ấy tốt như thế nào trong cuộc sống. Nhưng trước đó, Dror đã có những hoạt động cho các cô gái để giúp họ có thể làm tốt trong buổi quay như: đập hộp, hít thở, đặt một cục bông quanh miệng, nghĩ về một người thân yêu mà họ có đã mất,... Kết quả là Rita là người chiến thắng của thử thách nên cô sẽ được miễn loại vào buổi loại trừ tuần này. Vào buổi đánh giá ngày tiếp theo, Ella là người bị các cô gái khác bình chọn để gặp với ban giám khảo, Rita được gọi tên đầu tiên còn Liliana là thí sinh tiếp theo bị loại.
- Khách mời đặc biệt: Lior Schleien, Dror Shaul

### Tập 7
Khởi chiếu: 21 tháng 3 năm 2008
7 cô gái còn lại được gặp Galit tại một bãi biển cho buổi chụp hình tiếp theo trong áo tắm, trong khi họ phải tỏ ra vui vẻ và hoạt bát. Sau buổi chụp hình, Galit thông báo với tất cả là Sasha đã chiến thắng thử thách này nên sẽ được miễn loại vào buổi loại trừ lần này. Trong khi đó, Katya là người thể hiện tệ nhất trong thử thách này và cô đã được hỏi rằng là ai là người ít xứng đáng nhất được ở lại vào lúc này, và Tslil là người bị chọn. Sau đó, họ đã được những bộ váy cưới của nhà thiết kế Yair Germon cho buổi chụp hình thứ hai hóa thân thành cô dâu, nhưng họ phải diễn tả những tâm trạng khác nhau trong khi đang chạy trốn khỏi đám cưới của mình. Nhưng Katya & Tslil sẽ phải tạo dáng cùng nhau sau buổi nói chuyện ngày hôm qua.
Vào buổi đánh giá ngày hôm sau, Tslil là người bị các cô gái khác bình chọn để gặp với ban giám khảo, Sasha được gọi tên đầu tiên còn Karin là thí sinh thứ 5 được gọi, nhưng Galit sau đó thông báo rằng là cô chính là thí sinh tiếp theo bị loại. Katya và Tslil rơi vào cuối bảng nhưng Galit thông báo rằng là cả hai đều được an toàn.
- Nhiếp ảnh gia: Guli Cohen

### Tập 8
Khởi chiếu: 28 tháng 3 năm 2008
6 cô gái còn lại đã phải thu dọn đồ đạc và rời khỏi ngôi nhà chung. Sau đó, họ bị bịt mắt và đưa tới sân bay quốc tế Ben Gurion cho buổi chụp hình tiếp theo hóa thân thành người phụ nữ vi phạm pháp luật, những kẻ buôn ma túy và những thứ tương tự bị bắt bởi các nhân viên thực thi pháp luật. Sau khi buổi chụp hình kết thúc, họ đã được bắt cặp với nhau và họ được phép quay về nhà gặp lại người thân của mình trong 3 tiếng.
Vào buổi đánh giá ngày hôm sau tại sân bay quốc tế Ben Gurion, Katya được gọi tên đầu tiên còn Rita & Sasha rơi vào cuối bảng, nhưng kết quả cuối cùng là cả 2 đều được an toàn. Galit sau đó thông báo rằng là họ sẽ được đưa tới Paris.
- Nhiếp ảnh gia: Yariv Payne, Guy Kushi

### Tập 9
Khởi chiếu: 5 tháng 4 năm 2008
Đây là tập ghi lại khoảnh khắc từ đầu cuộc thi.

### Tập 10
Khởi chiếu: 7 tháng 4 năm 2008
6 cô gái còn lại được đưa tới Paris và sau khi hạ cánh, họ đã có một khoảng thời gian tham quan thành phố. Sau đó, họ đã được chia thành 2 nhóm cho thử thách casting với 4 nhà thiết kế: Iro Paris, Global Fashion Group, nhà thiết kế Christoph Gaibri và một nhà thiết kế thời trang. Sau buổi casting, các cô gái được di chuyển vào khách sạn của mình. Ngày hôm sau, họ được đưa tới quảng trường Champ-de-Mars cho buổi loại trừ tiếp theo dựa trên phần thể hiện của họ tại buổi casting ngày hôm qua, Ella được gọi tên đầu tiên còn Rita là thí sinh tiếp theo bị loại.
Ngày tiếp theo, 5 cô gái còn lại được đưa tới một cửa hàng bách hóa lớn cho buổi chụp hình tiếp theo trong đồ lót, trong khi họ sẽ được hóa thân thành một tên trộm thời trang và phải tạo dáng trên nóc của tòa nhà. Vào buổi đánh giá, thay vì họ sẽ bầu cho cô gái nên gặp với ban giám khảo, thì lần này họ sẽ bầu cho cô gái nên rời cuộc thi vào lúc này. Kết quả là Katya và Tslil hiện đang có 2 phiếu bầu và chỉ còn lại phiếu bầu của Nataly, nhưng kết quả cuối cùng sẽ được công bố vào tập sau.
- Khách mời đặc biệt: Christoph Gaibri

### Tập 11
Khởi chiếu: 11 tháng 4 năm 2008
Từ buổi loại trừ lần trước, 5 cô gái đã bỏ phiếu cho cô gái nên rời cuộc thi vào lúc này và kết quả hiện giờ là Katya & Tslil đang có 2 phiếu bầu. Nataly là người cuối cùng để bầu cho người bị loại và kết quả là Tslil là thí sinh tiếp theo bị loại vì Nataly đặt phiếu bầu vào cô. Ngày hôm sau, 4 cô gái còn lại đã có một buổi dạo phố và một buổi tối giải trí trong hộp đêm cùng với nhà thiết kế Alon de Leo. Ngày tiếp theo, họ được tự xuất bản nước hoa của riêng mình và truyền đạt những cảm xúc mà nước hoa mang lại cho họ trong thử thách chụp hình trên một vòng quay đu ngựa, Nataly chiến thắng thử thách và cô chọn Katya để nhận phần thưởng là một buổi mua sắm trị giá 1000$.
Ngày hôm sau, các cô gái đã có thử thách loại trừ cuối cùng khi họ sẽ có một buổi phỏng vấn tại quản lí người mẫu Next Model Management. Kết quả là Sasha là người làm tốt nhất trong thử thách nên cô sẽ được miễn loại vào buổi loại trừ tuần này và sẽ có một buổi casting cho tạp chí Glamour. Vào buổi đánh giá ngày kế tiếp, Sasha được gọi tên đầu tiên còn Katya là thí sinh tiếp theo bị loại.
- Khách mời đặc biệt: Alon de Leo

### Tập 12
Khởi chiếu: 14 tháng 4 năm 2008
9 cô gái bị loại trước đó đã được gặp lại nhau và được gặp lại Galit tại ngôi nhà chung. Sau đó, họ đã cùng nhau xem lại những khoảnh khắc của họ trong cuộc thi và các cô gái sẽ được hỏi lẫn nhau những câu hỏi liên quan đến cá nhân họ.
Sau khi họ đã hỏi nhau các câu hỏi xong, các cô gái sẽ bình chọn cho một người mà họ nghĩ xứng đáng quay trở lại vào đêm chung kết, và kết quả là Tslil sẽ trở thành thí sinh thứ 4 được góp mặt vào đêm chung kết.

### Tập 13
Khởi chiếu: 15 tháng 4 năm 2008
Vào đêm chung kết trực tiếp tại nhà máy Eyal Engineering and Factory Company Ltd. ở Herzliya, 3 thí sinh chung cuộc đã được giới thiệu và kì nghỉ của họ tại Antalya đã được trình chiếu. Sau đó, thử thách đầu tiên của của 5 cô gái đã được trình chiếu: 4 cô gái còn lại đã gặp Nimrod tại một khu công trường cùng với Karin & Rita, vì sau hơn 10 tuần bỏ phiếu cho 9 cô gái bị loại trước đó của khán giả, họ là 2 người có nhiều phiếu bầu nhất. Nhưng sẽ chỉ có một người được quay lại cuộc thi, và kết quả là Rita là người nhận được nhiều phiếu bầu hơn nên cô sẽ là thí sinh thứ 5 thi đấu cho những thử thách cuối cùng của chương trình. Sau đó, 5 cô gái đã có một buổi quay video quảng cáo mắt kính theo phong cách phim hành động dưới sự đạo diễn của Yariv Horowitz, họ sẽ phải diễn với vũ khí trên tay mình và diễn như mình đang chiến đấu lẫn nhau.
Sau đó, thử thách tiếp theo của 5 cô gái đã được trình chiếu là buổi chụp hình cuối cùng của họ và lần này họ sẽ tạo dáng với những con manơcanh xung quanh mình trong khi bị khỏa thân. Vào buổi đánh giá cuối cùng dựa trên 2 thử thách trước đó, Ella là người được gọi tên đầu tiên còn Nataly và Tslil là 2 thí sinh cuối cùng bị loại. Thử thách cuối cùng của 3 cô gái còn lại sẽ được diễn ra trực tiếp đó là một buổi trình diễn thời trang cho nhà thiết kế Yosef Peretz cùng với những cô gái bị loại trước đó. Kết quả cuối cùng, Rita trở thành á quân 2, Sasha là á quân và Ella đã trở thành quán quân thứ ba của HaDugmaniot.
- Nhiếp ảnh gia: Adi Orni
- Khách mời đặc biệt: Natali Sabag, Christin Fridman, Yariv Horowitz, Yosef Peretz

### Tập 14
Khởi chiếu: 22 tháng 4 năm 2008
Đây là tập đặc biệt nói về toàn bộ cuộc thi.

## Thứ tự gọi tên
| Thứ tự | Tập       | Tập       | Tập              | Tập     | Tập     | Tập         | Tập        | Tập    | Tập    | Tập          | Tập   | Tập | Tập | Tập |  |
| Thứ tự | 2         | 3         | 4                | 5       | 6       | 7           | 8          | 10     | 11     | 13           | 13    |     |     |     |  |
| ------ | --------- | --------- | ---------------- | ------- | ------- | ----------- | ---------- | ------ | ------ | ------------ | ----- | --- | --- | --- |  |
| 1      | Limor     | Ella      | Nataly           | Nataly  | Rita    | Sasha       | Katya      | Ella   | Sasha  | Ella         | Ella  |     |     |     |  |
| 2      | Sasha     | Liliana   | Liliana          | Ella    | Tslil   | Nataly      | Ella       | Sasha  | Nataly | Sasha        | Sasha |     |     |     |  |
| 3      | Ellina    | Katya     | Karin            | Sasha   | Sasha   | Ella        | Tslil      | Katya  | Ella   | Rita         | Rita  |     |     |     |  |
| 4      | Nataly    | Karin     | Katya            | Liliana | Nataly  | Rita        | Nataly     | Nataly | Katya  | Nataly Tslil |       |     |     |     |  |
| 5      | Katya     | Sasha     | Rita             | Rita    | Karin   | Katya Tslil | Rita Sasha | Tslil  | Tslil  | Nataly Tslil |       |     |     |     |  |
| 6      | Liliana   | Tslil     | Sasha            | Katya   | Katya   | Katya Tslil | Rita Sasha | Rita   |        |              |       |     |     |     |  |
| 7      | Rita      | Anastasia | Ella Limor Tslil | Tslil   | Ella    | Karin       |            |        |        |              |       |     |     |     |  |
| 8      | Tslil     | Rita      | Ella Limor Tslil | Karin   | Liliana |             |            |        |        |              |       |     |     |     |  |
| 9      | Ella      | Limor     | Ella Limor Tslil | Limor   |         |             |            |        |        |              |       |     |     |     |  |
| 10     | Anastasia | Nataly    | Anastasia        |         |         |             |            |        |        |              |       |     |     |     |  |
| 11     | Karin     | Ellina    |                  |         |         |             |            |        |        |              |       |     |     |     |  |
| 12     | Shir      |           |                  |         |         |             |            |        |        |              |       |     |     |     |  |

     Thí sinh bị loại
     Thí sinh bị loại trước khi đánh giá
     Thí sinh được miễn loại
     Thí sinh không bị loại khi rơi vào cuối bảng
     Thí sinh chiến thắng cuộc thi
- Tập 1 là tập casting. Từ 18 thí sinh bán kết được giảm xuống còn 12 thí sinh.
- Tập 9 là tập ghi lại khoảnh khắc từ đầu cuộc thi.
- Trong tập 10, 5 thí sinh còn lại phải bầu chọn cho một thí sinh mà họ muốn bị loại. Katya & Tslil đều đang có 2 phiếu bầu và chỉ còn 1 phiếu còn lại.
- Tập 12 là phần 1 của tập đó và phần còn lại sẽ được chiếu ở tập 13. Sau khi top 3 ban đầu được chọn, chín cô gái bị loại trước đó đã nhận được một cơ hội khác để thi đấu trong trận chung kết khi tất cả họ đã được đưa trở lại. Vào cuối tập đó, tất cả mười hai cô gái đã bình chọn cho cô gái nào họ muốn vào chung kết. Tslil, trước đây đã bị loại bởi các đối thủ cạnh tranh của cô, sau đó nhận được nhiều phiếu bầu nhất.
- Trong tập 13, Rita được quay lại cuộc thi do ban giám khảo bình chọn.

### Buổi chụp hình & Thử thách
Buổi chụp hình
- Tập 1: Ảnh thẻ tự nhiên; Thời trang kim loại theo nhóm (casting)
- Tập 2: Tiệc tùng trong hộp đêm
- Tập 3: Ảnh chân dung trên mặt nước với nón
- Tập 4: Nạn nhân của tai nạn giao thông
- Tập 7: Áo tắm ở bãi biển; Ảnh trắng đen cô dâu trốn chạy
- Tập 8: Bị bắt ở sân bay
- Tập 10: Tên trộm thời trang trên đỉnh tòa nhà
- Tập 13: Khỏa thân với manơcanh

Thử thách
- Tập 5: Trình diễn thời trang trong thiết kế của Lilach Crystal trong nhà cứu hỏa
- Tập 6: Quảng cáo phòng chống bệnh chán ăn tâm thần
- Tập 10: Casting cho các nhà thiết kế tại Paris
- Tập 11: Phỏng vấn tại quản lí người mẫu Next Model Management
- Tập 13: Video: Trận chiến của những người lính; Trình diễn thời trang trong thiết kế của Yosef Peretz